# Powiślańska Szkoła Wyższa
'Powiślańska Szkoła Wyższa (w skrócie PSW) – niepubliczna uczelnia polska.
Powiślańska Szkoła Wyższa (wcześniej Wyższa Szkoła Zarządzania) w Kwidzynie rozpoczęła działalność w 1999 roku jako uczelnia niepaństwowa wpisana pod numerem 166 do Rejestru Uczelni Niepublicznych i Związków Uczelni Niepublicznych prowadzonego przez Ministra Nauki i Szkolnictwa Wyższego. Jej założycielem jest Towarzystwo Edukacji Ekonomicznej i Ekologicznej w Gdańsku.

## Kształcenie
Uczelnia kształci na sześciu kierunkach pierwszego i drugiego stopnia, prowadzonych w ramach dwóch wydziałów.
- Wydział Nauk Ekonomiczno-Społecznych
  - Ekonomia
- Wydział Nauk o Zdrowiu
  - Dietetyka
  - Kosmetologia
  - Pielęgniarstwo (w tym studia pomostowe)
  - Położnictwo (w tym studia pomostowe)
  - Ratownictwo medyczne